# Liste der ehemaligen Landesvertretungen in Bonn
Diese Liste stellt dar, welche Gebäude in der ehemaligen Bundeshauptstadt Bonn von den Vertretungen der Länder beim Bund (Landesvertretungen) in der Zeit von 1949 bis zur Verlegung des Parlaments- und Regierungssitzes nach Berlin genutzt wurden; wie sie entstanden sind, welche Veränderungen sie erfahren haben und wie sie heute genutzt werden.
Im ersten Jahr nach Gründung der Bundesrepublik Deutschland 1949 kamen einige Landesvertretungen zunächst im und in den sog. „Pressehäusern“ am Bundeshaus sowie in der Villa Henkel (Länderhaus) in Unkel unter, bevor sie sich nach und nach in eigenen Domizilen niederließen. Nach der Wiedervereinigung 1990 kamen noch die ebenfalls zunächst provisorisch untergebrachten Vertretungen der fünf neuen Länder hinzu. Der Umzug der letzten Landesvertretungen nach Berlin erfolgte aufgrund des späteren Zeitpunkts der Verlegung des Sitzes des Bundesrats (Sommer 2000) erst Ende 2000.
| Bundesland                          | Bild           | Ortsteil     | Standort                                  | Baujahr                                                        | Baugeschichte | Nutzungszeitraum | Heutiger Nutzer                                        |
| ----------------------------------- | -------------- | ------------ | ----------------------------------------- | -------------------------------------------------------------- | --- | ---------------- | ------------------------------------------------------ |
| Baden-Württemberg → Einzelartikel   | weitere Bilder | Gronau       | Schlegelstraße 2–4 Lage                   | 1953–1954, 1970–1972, 1989–1991 (Gästehaus)                    | 2011 bis auf früheres Gästehaus abgebrochen, die denkmalgeschützte Fassade von 1953/54 wurde in den Neubau eines fünfgeschossigen Büro- und Verwaltungsgebäudes („brandtelf“) integriert.                                                              | 1954–2000        | entfällt; Gästehaus: Schönheitsklinik                  |
| Bayern → Einzelartikel              | weitere Bilder | Gronau       | Schlegelstraße 1 Lage                     | 1954–1955                                                      | Architekt: Sep Ruf; Anbau von 1981/82 (Planungsgruppe Stieldorf) | 1955–1999        | Deutsche Stiftung Denkmalschutz                        |
| Berlin                              | weitere Bilder | Gronau       | Joachimstraße 7 Lage                      | 1912 (Nr. 7), 1897 (Nr. 6 und 8)                               | Genutzt wurden die Häuser mit den Hausnummern 7 sowie 6 und 8 (Gästehaus). Der Ankauf der Häuser Nr. 6 und 8 erfolgte 1959/1965, Nr. 7 1959. Architekt (Nr. 7): Julius Rolffs. Zuletzt 40 Mitarbeiter.                                                 | 1950–2000        | Auktions- und Handelshaus für Briefmarken und Münzen   |
| Berlin → Einzelartikel              |                | Südstadt     | Schaumburg-Lippe-Straße 6 Lage            | 1911–1912                                                      | Mietobjekt; 1949/50 für das Land Berlin wiederaufgebaut | 1950–1960        | Senioren-Wohngemeinschaft                              |
| Brandenburg                         |                | Gronau       | Schedestraße 1–3, 7 Lage                  | 1952, 1965                                                     | 1952 für die LV Rheinland-Pfalz erbaut, 1965 erweitert (Nr. 3) und umgebaut. Der Altbau Schedestraße 7 kam Mitte der 1970er-Jahre als Gästehaus hinzu. Ab 1991 durch die LV Brandenburg genutzt, 1992 vom Land angekauft.                              | 1991–2000        | U.a. verbandseigene Prüfungsgesellschaft               |
| Bremen → Einzelartikel              | weitere Bilder | Südstadt     | Schaumburg-Lippe-Straße 7–9 Lage          | vor 1920 (Nr. 9); 1905 (Nr. 7)                                 | Umbau 1954; ab 1973 wurde auch Nr. 7 angemietet | 1949–1999        | Institut zur Zukunft der Arbeit                        |
| Hamburg → Einzelartikel             | weitere Bilder | Gronau       | Kurt-Schumacher-Straße 18–20 Lage         | 1907–1909                                                      | Architekt: Julius Rolffs; 1950: Ankauf des Gebäudes, 1965: Umbau der Remise im Park zum Gästehaus | 1950–2000        | FORIS AG                                               |
| Hessen → Einzelartikel              | weitere Bilder | Gronau       | Kurt-Schumacher-Straße 4–8 Lage           | 1921–1922 (Nr. 8); 1906–1907 (Nr. 4–6)                         | Architekt: Julius Rolffs; 1978–80 Umbau und Anbau eines Gästehauses, 1981: Ankauf der Doppelvilla Nr. 4–6 | 1949–1999        | Monopolkommission (Nr. 8), Privatunternehmen (Nr. 4–6) |
| Mecklenburg-Vorpommern              |                | Plittersdorf | Godesberger Allee 18 Lage                 | 1978                                                           | 1978–1990 von der Ständigen Vertretung der DDR in der BRD genutzt. Ab 1990 Sitz der LVen von Mecklenburg-Vorpommern und Sachsen. Zuletzt 30 Mitarbeiter.                                                                                               | 1991–1999        | Deutsche Gesellschaft für Ernährung                    |
| Niedersachsen → Einzelartikel       | weitere Bilder | Gronau       | Kurt-Schumacher-Straße 28 Lage            | 1989–1990                                                      | 2007/08 teilweise überbaut für Deutsche Post AG, restlicher Teil 2020 abgebrochen. Von 1952 bis 1990 befand sich die LV Niedersachsens in der Dahlmannstraße 18 (jetzt: Karl-Carstens-Straße).                                                         | 1990–2000        | entfällt                                               |
| Nordrhein-Westfalen → Einzelartikel | weitere Bilder | Gronau       | Dahlmannstraße 2 Lage                     | 1954                                                           | Vor 1954 befand sich die erste LV Nordrhein-Westfalens in der Hochkreuzallee 246 in Bad Godesberg. Erweiterungen dieses Neubaus erfolgten 1968–1969 und 1993–1995.                                                                                     | 1954–2000        |                                                        |
| Rheinland-Pfalz → Einzelartikel     | weitere Bilder | Gronau       | Heussallee 18–24 Lage                     | 1988–1990                                                      | Die erste LV von Rheinland-Pfalz befand sich bis 1990 in der Schedestraße; dieses Gebäude wurde dann vom Land Brandenburg genutzt. | 1990–2000        | Privatunternehmen                                      |
| Saarland → Einzelartikel            | weitere Bilder | Gronau       | Kurt-Schumacher-Straße 12–14 Lage         | 1909–1910                                                      | Vor 1969 hatte das Saarland seine Vertretung in Ippendorf; 1972: Erwerb der anderen Doppelhaushälfte/Nr. 14; Architekt: Julius Rolffs | 1969–1999        | Deutsche Post AG                                       |
| Sachsen                             |                | Plittersdorf | Godesberger Allee 18 Lage                 | 1978                                                           | 1978–1990 von der Ständigen Vertretung der DDR in der BRD genutzt. Ab 1991 Sitz der LVen von Mecklenburg-Vorpommern und Sachsen. Zuletzt 34 Mitarbeiter.                                                                                               | 1991–1999        | Deutsche Gesellschaft für Ernährung                    |
| Sachsen-Anhalt                      | Foto von 1999  | Gronau       | Karl-Carstens-Straße / Welckerstraße Lage | 1950–1952                                                      | Erweiterungsbau 1964; 1952–1990: LV Niedersachsen; 1991 bis 2000: Sitz der LV Sachsen-Anhalt. Zuletzt 35 Mitarbeiter. Abriss 2002 | 1991–2000        | entfällt                                               |
| Schleswig-Holstein → Einzelartikel  | weitere Bilder | Gronau       | Kurt-Schumacher-Straße 24–26 Lage         | 1932 (Nr. 24); 1934 (Nr. 26); 1982–1984 (Zwischentrakt, Anbau) | 1953–1970 Nr. 24, ab 1970 auch Nr. 26; 1984 Bau einer Verbindung zwischen den beiden Gebäuden, nach 2000 internationale Kita, 2018 Abbruch der Gebäude; ursprünglich Koblenzer Str. 111 (Bürohaus) und Am Berghang 12 (heute Auf der Steige; Residenz) | 1953–2000        | entfällt                                               |
| Thüringen                           | weitere Bilder | Gronau       | Simrockstraße 13–15 Lage                  | 1897 (Nr. 13), 1896 (Nr. 15)                                   | Erweiterung 1913 | 1991–1999        | Bürogebäude                                            |
| (Ständige Vertretung der DDR)       | weitere Bilder | Plittersdorf | Godesberger Allee 18 Lage                 | 1973                                                           | Von 1974 bis 1990 wurde das Gebäude von der Ständigen Vertretung der DDR in der BRD genutzt. Ab 1991 war es Sitz der LVen von Mecklenburg-Vorpommern und Sachsen. Die Residenz befand sich im Bornheimer Stadtteil Hersel (Rheinstraße 232).           | 1974–1990        | Deutsche Gesellschaft für Ernährung                    |

## Zusammenfassung
Von den elf westdeutschen Ländern einschließlich Berlins waren fünf (Baden-Württemberg, Bayern, Niedersachsen, Nordrhein-Westfalen und Rheinland-Pfalz) im Laufe der Zeit mit eigenen, alle später noch erweiterten oder durch neue ersetzten, Neubauten in Bonn vertreten. Zwei weitere (Hessen und Schleswig-Holstein) ließen größere bauliche Erweiterungsmaßnahmen an den von ihnen anfänglich noch allein genutzten Altbauten durchführen, während die vier kleinsten Länder (Berlin, Bremen, Hamburg und das Saarland) auf solche verzichteten. Alle Länder erwarben, zum Teil erst später, die von ihnen zuletzt genutzten Immobilien. Mehrere Länder, darunter Baden-Württemberg und Bayern, unterhielten zudem über längere Zeit Gästehäuser an von dem jeweiligen Hauptsitz ihrer Vertretung getrennten Standorten, andere wie Hamburg in separaten Gebäuden am selben Standort.
Insgesamt wurden zwischen 1952 und 1990 sieben Neubauten westdeutscher Landesvertretungen fertiggestellt, wobei Niedersachsen und Rheinland-Pfalz zweimal an unterschiedlichen Standorten neu bauten. Die vier Landesvertretungen von Bayern (unter Denkmalschutz), Nordrhein-Westfalen und (zweimal) Rheinland-Pfalz sind dabei weitgehend unverändert erhalten, wohingegen die von Baden-Württemberg (Teile der Fassade und des Gästehauses) und Niedersachsen (Teile der Fassade) nur noch in Resten vorhanden sind. Gänzlich abgerissen wurde die erste Landesvertretung von Niedersachsen. Unter Einschluss der Altbauten auch der fünf neuen (Bundes)Länder sind noch die zuletzt genutzten Vertretungen von zwölf Ländern baulich erhalten, die der zwei bereits genannten Länder nur teilweise und die zweier weiterer (Sachsen-Anhalt und Schleswig-Holstein) nicht mehr. Unter Denkmalschutz stehen, einschließlich des Fassadenteils der Landesvertretung Baden-Württembergs, mindestens zehn ehemalige Objekte von acht Ländern.